# Megaselia robertsoni
Megaselia robertsoni är en tvåvingeart som beskrevs av Ronald Henry Lambert Disney 2008. Megaselia robertsoni ingår i släktet Megaselia och familjen puckelflugor.
Artens utbredningsområde är Norge. Inga underarter finns listade i Catalogue of Life.